# Kippour (film)
Pour l’article homonyme, voir Yom Kippour.
Pour les articles homonymes, voir Kippour.
Pour plus de détails, voir Fiche technique et Distribution.
Kippour (en hébreu כיפור, Kippur), est un film israélo-franco-italien réalisé par Amos Gitaï, sorti en 2000.

## Synopsis
La guerre du Kippour vue au travers de la propre expérience et du point de vue du réalisateur, au sein d'une unité de secouristes.

## Fiche technique
- Titre : Kippour
- Titre original : Kippur
- Réalisation : Amos Gitaï
- Scénario : Amos Gitaï et Marie-Jose Sanselme
- Pays d'origine :  Israël France Italie[1]
- Format : couleurs - 1,85:1 - Dolby Digital - 35 mm
- Genre : documentaire-fiction dramatique, guerre
- Durée : 124 minutes
- Date de sortie : 2000

## Distribution
- Liron Levo : Weinraub
- Tomer Russo : Ruso
- Uri Klauzner : Klausner
- Yoram Hattab : le pilote
- Guy Amir : Gadassi
- Juliano Mer : le capitaine
- Ran Kauchinsky : Shlomo
- Kobi Livne : Kobi
- Liat Glick : Dina
- Pini Mittleman : docteur à l'hôpital
- Meital Barda
- Gidi Gov

## Distinctions

### Récompenses
- 2000 : Prix François-Chalais au Festival de Cannes

### Nominations
- 2000 : Palme d'or au 53e Festival de Cannes
- 2000 : Grand Prix au 53e Festival de Cannes
- 2000 : Prix du jury au 53e Festival de Cannes
- 2000 : Prix de la mise en scène au 53e Festival de Cannes
- 2000 : Mention spéciale pour l'ensemble des acteurs au 53e Festival de Cannes
- 2000 : Ophir du meilleur réalisateur